# Istočnoaustralska struja
Istočnoaustralska struja je morska struja kojom tople vodene mase idu duž istočne obale Australije prema jugu, smjerom suprotnim kretanju kazaljki na satu. To je najduža struja koja prolazi u blizini australskih obala. Izvorište joj je Koraljno more. U površinskom dijelu duž australskog kontinentalnog praga (šelf) može doseći brzinu od 3,60 m/s, no prosječna izmjerena brzina joj je oko 1-1,5 m/s. Ova struja izaziva snažne strujne vrtloge u Tasmanovom moru između Australije i Novog Zelanda. 

## Potraga za Nemom
Animirani Pixarov film Potraga za Nemom iz 2003. godine prikazuje Istočnoaustralsku struju kao autoput koji ribe i morske kornjače koriste za putovanje uz obalu Australije na jug, do Sydneyske luke. U osnovi, ova priča temelji se na činjenici. Svakog ljeta struja odnese tisuće riba od velikog koraljnog grebena do Sydneyske luke ili dalje prema jugu.
vidjeti i:
- morske struje
- termohalinska cirkulacija

## Poveznice
- Slika Istočnoaustralske struje  Arhivirana inačica izvorne stranice od 23. kolovoza 2007. (Wayback Machine)
- Shematski prikaz važnijih morskih struja